# Valeri Ryumin
Valeri Victorovich Ryumin (ruso: Валерий Викторович Рюмин; Komsomolsk del Amur, 16 de agosto de 1939- 6 de junio de 2022) fue un cosmonauta soviético.

## Trayectoria
Sirvió como comandante de tanques en el ejército rojo entre 1958 y 1961 después de graduarse como oficial en el colegio técnico de ingeniería mecánica de Kaliningrado  a los dieciocho años.
En 1966 se graduó cómo especialista en sistemas aeroespaciales e ingresó al programa espacial soviético, formando parte del equipo de la RKK Energiya, la compañía estatal fabricante de cohetes espaciales de la URSS como ingeniero, ayudando a desarrollar las primeras estaciones espaciales orbitales soviéticas.
En 1973, pasó a integrar el cuerpo de astronautas de Energía y fue al espacio tres veces, entre 1977 y 1980 a bordo de las naves Soyuz y como tripulante orbital de la Salyut 6 en la cual pasó, en dos misiones, un total de 360 días en órbita. Uno de sus cometidos fue desplegar el primer radiotelescopio instalado en una estación espacial, el KRT-10.
De 1989 a 1991 trabajó como director de misión de la Salyut 7 y de la estación Mir. Desde 1992 era director del área rusa del programa espacial NASA-Mir. En junio de 1998 fue al espacio como integrante de la misión STS-91 del Transbordador espacial Discovery, en el noveno y último acoplamiento del transbordador americano con la estación rusa Mir, concluyendo la primera fase del programa conjunto entre las dos naciones.

## Reconocimientos
Fue condecorado dos veces, en 1979 y 1980, con la medalla de Héroe de la Unión Soviética, además de otras condecoraciones rusas y extranjeras.